# Fédération historique de Provence
 (septembre 2017).
Si vous disposez d'ouvrages ou d'articles de référence ou si vous connaissez des sites web de qualité traitant du thème abordé ici, merci de compléter l'article en donnant les références utiles à sa vérifiabilité et en les liant à la section « Notes et références ».
Pour les articles homonymes, voir FHP.

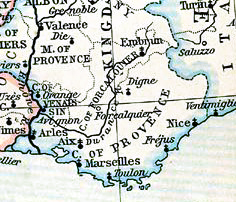
La Provence ancienne

La Fédération historique de Provence est une société savante consacrée à l'histoire de la Provence.

## Origines
La Fédération historique de Provence (FhP) est fondée, à l'initiative du doyen Jean-Rémy Palanque, le 11 février 1950 lors de son assemblée constitutive, et ses premiers statuts validés à cette date.
Deux associations savantes locales l’avaient précédée : la Société de statistique de Marseille et l’Institut historique de Provence dont les Mémoires fournirent le modèle et les critères scientifiques d’une nouvelle revue savante régionale, Provence historique,. La FhP s’inspire de la Fédération historique du Languedoc méditerranéen et du Roussillon, créée en 1927 sous les auspices de l’historien Augustin Fliche.
La FhP se propose (article II des premiers statuts) « de créer un lien entre tous ceux qui s’intéressent au passé de la Provence, en particulier par la publication d’une revue d’érudition, consacrée à l’histoire régionale ». Dans le contexte difficile des années de l’après-guerre, la reprise d’activités de certaines associations locales ou départementales était difficile. Les fondateurs de l’association souhaitaient surtout publier une revue conforme aux règles et méthodes de la critique historique. Ce fut Provence historique dont la première livraison parut en septembre 1950. L’équipe de publication était constituée de conservateurs d’archives ou de musées et d’universitaires, alors que le bureau de la Fédération comprenait des représentants d’associations. Cette répartition des compétences s’est plus ou moins maintenue jusqu’à aujourd’hui.

### Héritages
La FhP est l’héritière des nombreuses générations d’historiens du Sud-est français. Elle a d’emblée compris les « confins provençaux », Avignon, le Comtat Venaissin, Orange et Nice, et a intégré les Hautes-Alpes depuis la constitution de la région Provence-Alpes-Côte d’Azur. Depuis sa fondation, la FhP organise un congrès annuel dans une ville du Sud-est, avec l’appui d’une association historique locale ou départementale,. À partir de 2016, ces congrès ont lieu tous les deux ans,.

## Finalité
L’association Fédération historique de Provence (FhP), de statut « Loi 1901 », s’efforce de mettre en relation ceux qui participent à l’écriture de l’histoire de la Provence : universitaires, amateurs éclairés, enseignants, archivistes, associations départementales et locales, dans les domaines de l’histoire, l’histoire de l’art, l’archéologie. Comme nombre d’autres sociétés savantes locales, elle souhaite cultiver les liens entre l’histoire universitaire et les passionnés d’histoire locale, de généalogie, d’érudition, d’archéologie, etc. Elle s’efforce de dépasser son cadre initial de fondation, Marseille et les Bouches-du-Rhône, mais le reste de la Provence est également irrigué par un dense réseau d’associations locales ou départementales. Comme nombre de ses consœurs en France, la FhP doit répondre au vieillissement de ses membres et du lectorat de sa revue.

### Activités

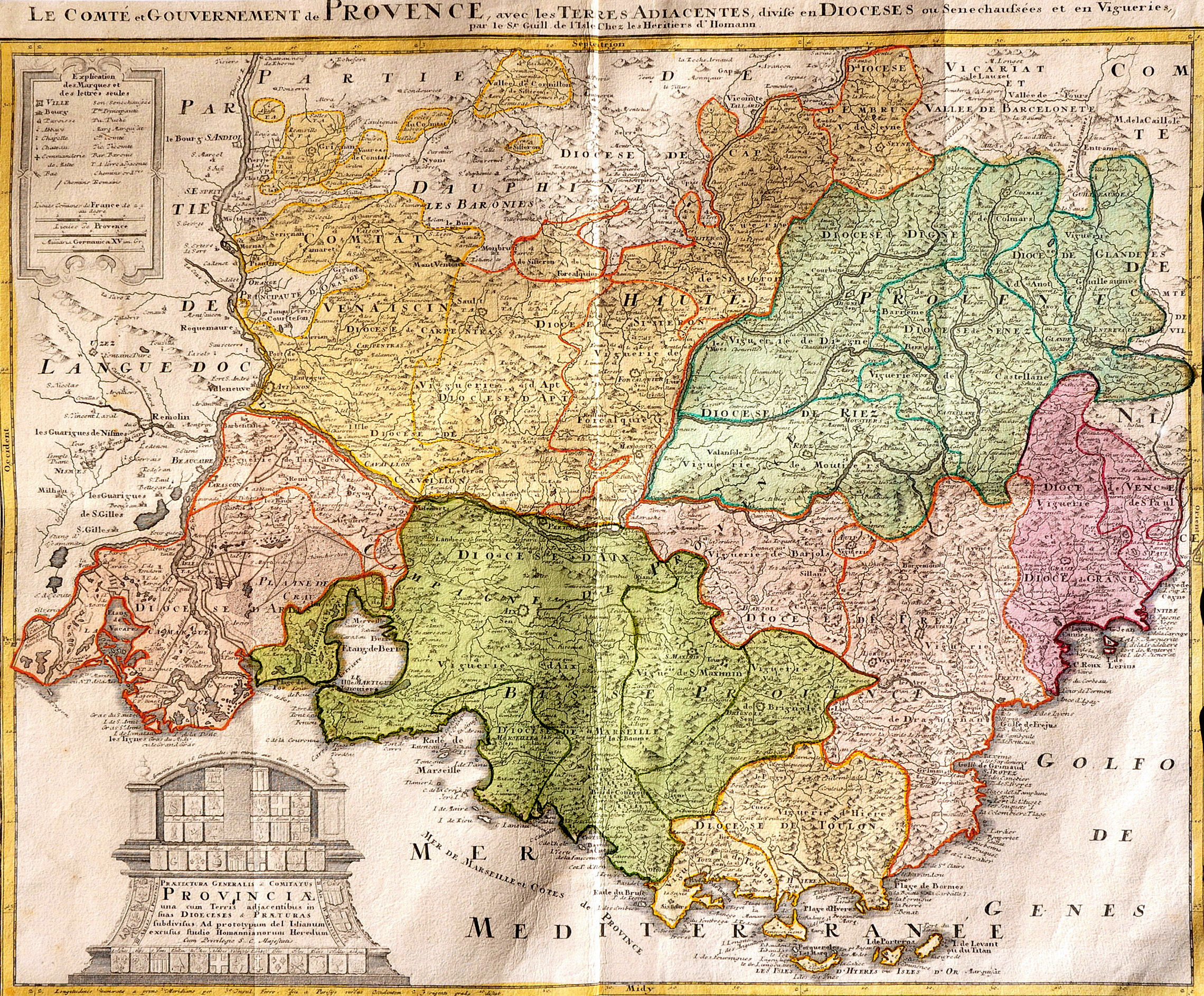
La Provence en 1715

La Fédération historique de Provence conserve une triple activité :
- constituer un lien entre les sociétés historiques régionales. La FhP organise à cette fin un congrès autour d’un thème régional dans les différentes villes de Provence. Depuis 2017, la FhP convie les sociétés savantes locales à un Forum des sociétés savantes.
- développer la recherche en suscitant des rencontres interrégionales entre membres des sociétés d'histoire locale, archivistes et universitaires, chercheurs, enseignants, érudits, amateurs d’histoire provençale, historiens de l’art, ethnologues, sociologues et toutes les sciences auxiliaires de l’histoire.
- assurer la rédaction, l'édition et la gestion de la revue Provence historique.